# Rallye Dakar 2023
Die Rallye Dakar 2023 (Saudi Arabia) war die 45. Ausgabe der Rallye Dakar und fand das vierte Mal in Saudi-Arabien statt. Die technischen Abnahmen begannen im November 2022 auf dem Circuit Paul Ricard, nahe dem südfranzösischen Le Castellet. Die Rallye startete am 31. Dezember 2022, etwa 300 km nördlich von Dschidda in der Nähe von Yanbu in einem sogenannten „Sea Camp“ am Roten Meer und endete am 15. Januar 2023 in Dammam am Persischen Golf.

## Teilnehmer
An der Rallye nahmen insgesamt 409 Teilnehmer – 159 Autos, 139 Motorräder, 55 LKW, 18 Quads sowie 92 Side-by-Side teil. An der Dakar Classic nahmen 88 Fahrzeuge teil.
2023 startete Audi Sport Q Motorsport erneut mit einem, im Vergleich zum Vorjahr, vor allem hinsichtlich des Gewichts, überarbeiteten Hybrid-Fahrzeug RS Q e-tron E2 mit Benzin-Range-Extender bei der Rallye Dakar. Als Fahrer wurden wie 2022 Carlos Sainz senior, Stéphane Peterhansel und Mattias Ekström verpflichtet. Zwei der drei Fahrzeuge schieden vorzeitig aus, das letzte belegte in der Gesamtwertung den 13. Platz.
Die FIA hatte für 2023 eine Richtlinie erlassen, die russische und belarussische Teams von allen FIA-Wettbewerben ausschließt. Alternativ durften diese Teams dennoch teilnehmen, wenn sie eine FIA-Richtlinie unterschreiben, in der sie den Russischen Überfall auf die Ukraine verurteilen und nicht unter ihrer jeweiligen Nationalflagge und Nationalhymne antreten. Da aus Sicht des KAMAZ-Master-Teams das zu unterzeichnende FIA Dokument politisch war und gegen die Grundsätze der Gleichbehandlung von Sportlern verstößt, sagte KAMAZ am 29. Dezember 2022 seine Teilnahme an der Rallye Dakar 2023 ab. Nach der Absage des bis dahin 19-fachen Konstrukteurssiegers zählten die Teams aus den Niederlanden und Tschechien zu den Favoriten in der Klasse der LKW.

## Zwischenfälle
Bereits während der ersten Etappe der 2023er Ausgabe stürzte und verletzte sich der Vorjahressieger in der Klasse der Motorräder Sam Sunderland so schwer, dass er mit einem gebrochenen Schulterblatt in ein Krankenhaus ausgeflogen wurde und die Rallye abbrechen musste. In den ersten zwei Tagen der Rallye gab es aufgrund des enorm hohen Risikos, nicht sichtbares Geröll im weichen Sand zu treffen, bereits viele Stürze, Verletzte durch Unfälle sowie Fahrzeugausfälle und Reifenpannen. Auf der ersten Etappe schieden bei den Motorradfahrern neben Sam Sunderland auch Bradley Cox und Ceasar Rojo verletzt aus. Auf der zweiten Etappe schieden Tommaso Montanari, der von seinem Motorrad getroffen wurde, und Maciej Giemza verletzt aus. Neben den verletzungsbedingt Ausgeschiedenen gab es bei den anderen Fahrern unzählige Stürze. Matthias Walkner mit einem angebrochenen Handgelenk, Joan Barreda Bort mit gebrochenem großen Zeh und Ross Branch setzten trotz ihrer Verletzungen die Rallye fort.
Während der neunten Etappe am 10. Januar 2023 erfasste der Praga V4S DKR von Aleš Loprais einen italienischen Zuschauer, der für Loprais nicht sichtbar hinter einer Düne stand. Der zunächst nur verletzte Zuschauer erlitt später auf dem Weg ins Krankenhaus einen Herzinfarkt, an dem er starb. Loprais brach daraufhin das Rennen ab.

## Kritik
Nasser Al-Attiyah und sein Navigator Mathieu Baumel äußerten öffentlich scharfe Kritik an den Veranstaltern, nachdem die Verantwortlichen der FIA während des Rennens nach der 4. Etappe die Regeln und die Balance of Performance zugunsten des Audi RS Q e-tron geändert hatten. Die Änderungen führten beim RS Q e-tron zu einer um 8 kW erhöhten Leistung. Der FIA wurde vorgeworfen, den Wettkampf dadurch unfairer zu gestalten. Kritisiert wurde die FIA vor allem aber wegen der Regeländerung während des noch laufenden Wettbewerbs.

## Route
Die fast 9000 Kilometer lange Route mit 4311 Wertungskilometern führte diagonal von Küste zu Küste durch Saudi-Arabien. Der Veranstalter vermarktete die Route als „Desert Diagonal“. Im Gegensatz zu vorherigen Dakar-Editionen beinhaltete die Rallye 2023 in wesentlichen Teilen deutlich schwierigere und vor allem längere Etappen. Die Anzahl der Etappen wurde von 12 auf 15 erhöht und die Verbindungsetappen gekürzt. Die 2023er Edition war damit die Rallye Dakar mit den längsten Wertungsetappen seit 2014. Aufgrund starker Regenfälle und des überschwemmten Biwaks in ad-Dawadimi wurde die Route für die sechste, siebente und achte Etappe geändert und die jeweiligen Wertungsprüfungen insgesamt um über 200 km verkürzt. Von Ha’il führte die Route der sechsten Etappe anstatt nach ad-Dawadimi direkt in die Hauptstadt Riad, in der siebenten Etappe zurück nach ad-Dawadimi und in der achten Etappe wieder nach Riad. In der siebenten Etappe wurden zudem die Wertungsprüfungen für die Motorräder und Quads abgesagt. Ab der neunten Etappe verlief die Rallye wieder auf der ursprünglich geplanten Route.

## Warnungen des französischen Außenministeriums
Nach den beiden Angriffen auf Fahrzeuge während der Rallye Dakar 2022 verschärfte das französische Außenministerium die Reisehinweise für Saudi-Arabien, rief zeitgleich zu maximaler Wachsamkeit auf und warnte im Juni 2022 vor Reisen nach Saudi-Arabien sowie der Teilnahme an der Rallye Dakar 2023. Die Teilnahme erfolge 2023 auf eigene Gefahr.

## Etappen
| Etappe  | Datum        | Start            | Ziel             | Etappenlänge | Etappenlänge | Etappenlänge | Sieger                       | Sieger                     | Sieger              | Sieger                   | Sieger                    | Sieger               | Sieger                     | Sieger                          |
| Etappe  | Datum        | Start            | Ziel             | Liaison      | Wertung      | Gesamt       | Motorrad                     | Quad                       | Auto                | Side by Side Proto       | Side by Side seriennahe   | Lkw                  | Original Motul Motorrad    | Dakar Classic                   |
| ------- | ------------ | ---------------- | ---------------- | ------------ | ------------ | ------------ | ---------------------------- | -------------------------- | ------------------- | ------------------------ | ------------------------- | -------------------- | -------------------------- | ------------------------------- |
| Prolog  | 31. Dezember | Sea Camp         | Sea Camp         | 0            | 13           | 13           | Toby Price                   | Alexandre Giroud           | Mattias Ekström     | Cristina Gutiérrez       | Rokas Baciuška            | Martin Macík         | Charan Moore               | Nur Liaison, keine Wertung      |
| 1       | 1. Januar    | Sea Camp         | Sea Camp         | 236          | 367          | 603          | Ricky Brabec                 | Alexandre Giroud           | Carlos Sainz senior | Francisco López Contardo | Eryk Goczał               | Martin Macík         | Charan Moore               | Jerome Galpin                   |
| 2       | 2. Januar    | Sea Camp         | al-ʿUla          | 159          | 430          | 589          | Mason Klein                  | Alexandre Giroud           | Nasser Al-Attiyah   | Mitchell Guthrie         | Marek Goczał              | Aleš Loprais         | Charan Moore               | Juan Morera                     |
| 3       | 3. Januar    | al-ʿUla          | Ha'il            | 222          | 447          | 669          | Daniel Sanders               | Alexandre Giroud           | Guerlain Chicherit  | Austin Jones             | Christiano Batista        | Martin Macík         | Martin Wiedemann           | Serge Mogno                     |
| 4       | 4. Januar    | Ha'il            | Ha'il            | 149          | 425          | 574          | Joan Barreda Bort            | Alexandre Giroud           | Sébastien Loeb      | Mizchell Guthrie         | Eryk Goczał               | Martin Macík         | Javi Vega                  | Luis Pedrals Marot              |
| 5       | 5. Januar    | Ha'il            | Ha'il            | 272          | 373          | 645          | Adrien Van Beveren           | Francisco Moreno Flores    | Nasser Al-Attiyah   | Seth Quintero            | Rokas Baciuška            | Aleš Loprais         | Javi Vega                  | Ondrej Klymciw                  |
| 6       | 6. Januar    | Ha'il            | Riad             | 560          | 358          | 918          | Luciano Benavides            | Manuel Andújar             | Nasser Al-Attiyah   | Guillaume De Mevius      | Marek Goczał              | Aleš Loprais         | Charan Moore               | Carlos Santaolalla              |
| 7       | 7. Januar    | Riad             | ad-Dawadimi      | 528          | 333          | 861          | Nur Liaison, keine Wertung   | Nur Liaison, keine Wertung | Yazeed al Rajhi     | Mitchell Guthrie         | Rokas Baciuška            | Janus van Kasteren   | Nur Liaison, keine Wertung | Paolo Bedeschi                  |
| 8       | 8. Januar    | ad-Dawadimi      | Riad             | 476          | 346          | 822          | Ross Branch                  | Manuel Andújar             | Sébastien Loeb      | João Ferreira            | Jeremías Gonzalez Ferioli | Martin Macík         | Charan Moore               | Juan Morera                     |
|         |              |                  |                  |              |              |              |                              |                            |                     |                          |                           |                      |                            |                                 |
| Ruhetag | 9. Januar    | Zwischenergebnis | Zwischenergebnis | 2603         | 3092         | 5694         | Skyler Howes                 | Alexandre Giroud           | Nasser Al-Attiyah   | Guillaume De Mevius      | Rokas Baciuška            | Aleš Loprais         | Charan Moore               | Juan Morera                     |
|         |              |                  |                  |              |              |              |                              |                            |                     |                          |                           |                      |                            |                                 |
| 9       | 10. Januar   | Riad             | Haradh           | 328          | 358          | 686          | Luciano Benavides            | Laisvydas Kancius          | Sébastien Loeb      | David Zille              | Eryk Goczał               | Janus van Kasteren   | Charan Moore               | Urbano Alfonso Gherardo Clerici |
| 10      | 11. Januar   | Haradh           | Schaiba          | 511          | 113          | 624          | Ross Branch                  | Marcelo Medeiros           | Sébastien Loeb      | Seth Quintero            | Gerard Farrés             | Pascal de Baar       | Simon Marčič               | Urbano Alfonso Gherardo Clerici |
| 11      | 12. Januar   | Schaiba          | Rub al-Chali     | 153          | 273          | 426          | Luciano Benavides            | Marcelo Medeiros           | Sébastien Loeb      | Ricardo Porém            | Rokas Baciuška            | Martin van den Brink | Mário Patrão               | Carlos Santaolalla              |
| 12      | 13. Januar   | Rub al-Chali     | Schaiba          | 191          | 185          | 376          | José Ignacio Cornejo Florimo | Marcelo Medeiros           | Sébastien Loeb      | Mitchell Guthrie         | Michał Goczał             | Janus van Kasteren   | Charan Moore               | Urbano Alfonso Gherardo Clerici |
| 13      | 14. Januar   | Schaiba          | Hofuf            | 522          | 154          | 676          | Kevin Benavides              | Marcelo Medeiros           | Sébastien Loeb      | Mitchell Guthrie         | Eryk Goczał               | Martin Macík         | Charan Moore               | Urbano Alfonso Gherardo Clerici |
| 14      | 15. Januar   | Hofuf            | Dammam           | 281          | 136          | 417          | Kevin Benavides              | Laisvydas Kancius          | Guerlain Chicherit  | Cristina Gutiérrez       | Carlos Vento Sánchez      | Vaidotas Paškevičius | Charan Moore               | Nur Liaison, keine Wertung      |
|         |              |                  |                  |              |              |              |                              |                            |                     |                          |                           |                      |                            |                                 |
| ZIEL    | 15. Januar   | Gesamtergebnis   | Gesamtergebnis   | 4589         | 4311         | 8899         | Kevin Benavides              | Alexandre Giroud           | Nasser Al-Attiyah   | Austin Jones             | Eryk Goczał               | Janus van Kasteren   | Charan Moore               | Juan Morera                     |

## Endwertung Top 10

### Motorräder
|     | Fahrer                       | Fahrzeug       |
| --- | ---------------------------- | -------------- |
| 1.  | Kevin Benavides              | KTM 450R       |
| 2.  | Toby Price                   | KTM 450R       |
| 3.  | Skyler Howes                 | Husqvarna 450R |
| 4.  | Pablo Quintanilla            | Honda CRF 450R |
| 5.  | Adrien Van Beveren           | Honda CRF 450R |
| 6.  | Luciano Benavides            | KTM 450R       |
| 7.  | Daniel Sanders               | GasGas 450R    |
| 8.  | José Ignacio Cornejo Florimo | Honda CRF 450R |
| 9.  | Lorenzo Santolino            | Sherco 450 SEF |
| 10. | Franco Caimi                 | Hero 450R      |

### Original Motul
|     | Fahrer                  | Fahrzeug               |
| --- | ----------------------- | ---------------------- |
| 1.  | Charan Moore            | Husqvarna 450R         |
| 2.  | Javi Vega               | Yamaha WR 450 F        |
| 3.  | David Gaits             | KTM 450R               |
| 4.  | David Pabiška           | KTM 450 Rally Replica  |
| 5.  | Makis Dewi Rees-Stavros | Husqvarna FR 450 Rally |
| 6.  | Stuart Gregory          | KTM 450 Rally Replica  |
| 7.  | Mario Patrao            | KTM 450R               |
| 8.  | Petr Vlček              | KTM 450R               |
| 9.  | Clément Razy            | KTM 450R               |
| 10. | Carlos Alejandro Verza  | Yamaha Raptor 700R     |

### Quads
|     | Fahrer                 | Fahrzeug           |
| --- | ---------------------- | ------------------ |
| 1.  | Alexandre Giroud       | Yamaha Raptor 700R |
| 2.  | Francisco Moreno       | Yamaha Raptor 700R |
| 3.  | Pablo Copetti          | Yamaha Raptor 700R |
| 4.  | Juraj Varga            | Yamaha Raptor 700R |
| 5.  | Giovanni Enrico        | Yamaha Raptor 700R |
| 6.  | Toni Vingut            | Yamaha Raptor 700R |
| 7.  | Laisvydas Kancius      | Yamaha Raptor 700R |
| 8.  | Carlos Alejandro Verza | Yamaha Raptor 700R |
| 9.  | Marcelo Medeiros       | Yamaha Raptor 700R |
| 10. | Alejandro Fantoni      | Yamaha Raptor 700R |

### Auto
|     | Fahrer             | Beifahrer                | Fahrzeug                    |
| --- | ------------------ | ------------------------ | --------------------------- |
| 1.  | Nasser Al-Attiyah  | Mathieu Baumel           | Toyota Hilux GR DKR         |
| 2.  | Sébastien Loeb     | Fabian Lurquin           | Prodrive Hunter             |
| 3.  | Lucas Moraes       | Timo Gottschalk          | Toyota Hilux Overdrive      |
| 4.  | Giniel de Villiers | Dennis Murphy            | Toyota Hilux GR DKR         |
| 5.  | Henk Lategan       | Brett Cummings           | Toyota Hilux GR DKR         |
| 6.  | Martin Prokop      | Viktor Chytkak           | Ford Raptor RS              |
| 7.  | Juan Cruz Yacopini | Daniel Oliveras Carreras | Toyota Hilux Overdrive      |
| 8.  | Wei Han            | Ma Li                    | SMG HW2021                  |
| 9.  | Sebastian Halpern  | Bernardo Graue           | MINI John Cooper Works Plus |
| 10. | Guerlain Chicherit | Alex Winocq              | Prodrive Hunter             |

### Side-by-Side Proto
|     | Fahrer                   | Beifahrer              | Fahrzeug            |
| --- | ------------------------ | ---------------------- | ------------------- |
| 1.  | Austin Jones             | Gustavo Gugelmin       | Can-Am Maverick     |
| 2.  | Seth Quintero            | Dennis Zenz            | Can-Am Maverick     |
| 3.  | Guillaume De Mevius      | François Cazalet       | OT3                 |
| 4.  | Cristina Gutiérrez       | Pablo Moreno Huete     | Can-Am Maverick     |
| 5.  | Francisco López Contardo | Juan Pablo Latrach     | Can-Am Maverick XRS |
| 6.  | Saleh Alsaif             | João Pedro Vitoria     | Can-Am Maverick X3  |
| 7.  | Ebenhaezer Basson        | Bertus Leander Pienaar | OT3                 |
| 8.  | Hans Weijs               | Rudolf Meijer          | Arcane T3           |
| 9.  | Santiago Navarro         | Adrien Metge           | Can-Am Maverick X3  |
| 10. | Ignacio Casale           | Álvaro León            | Yamaha YXZ 1000 R   |

### Side-by-Side seriennahe
|     | Fahrer                    | Beifahrer                | Fahrzeug            |
| --- | ------------------------- | ------------------------ | ------------------- |
| 1.  | Eryk Goczał               | Oriol Mena               | Can-Am Maverick XRS |
| 2.  | Rokas Baciuška            | Oriol Vidal Montijano    | Can-Am Maverick XRS |
| 3.  | Marek Goczał              | Maciej Marton            | Can-Am Maverick XRS |
| 4.  | Jeremías González Ferioli | Pedro Gonzalo Rinald     | Can-Am Maverick XRS |
| 5.  | Gerard Farrés             | Diego Ortega Gil         | Can-Am Maverick XRS |
| 6.  | Bruno Conti De Oliveira   | Pedro Bianchi Prata      | Can-Am Maverick XRS |
| 7.  | Michał Goczał             | Szymon Gospodarczyk      | Can-Am Maverick XRS |
| 8.  | Sebastián Guayasamín      | Ricardo Adrian Torlaschi | Can-Am Maverick XRS |
| 9.  | Pau Navarro               | Michael Metge            | Can-Am Maverick XRS |
| 10. | Florent Vayssade          | Nicolas Rey              | Polaris RZR Pro R   |

### LKW
|     | Fahrer                | Beifahrer         | Mechaniker           | Fahrzeug        |
| --- | --------------------- | ----------------- | -------------------- | --------------- |
| 1.  | Janus van Kasteren    | Darek Rodewald    | Marcel Snijders      | Iveco Powerstar |
| 2.  | Martin Macík          | František Tomášek | David Švanda         | Iveco Powerstar |
| 3.  | Martin van den Brink  | Eroik Kofman      | Rijk Mouw            | Iveco Powerstar |
| 4.  | Mitchel van den Brink | Jarno van de Pol  | Moisès Torrallardona | Iveco Powerstar |
| 5.  | Jaroslav Valtr        | Rene Kilian       | Tomáš Šikola         | Tatra Phoenix   |
| 6.  | Martin Šoltys         | Roman Krejčí      | David Hoffmann       | Tatra 815       |
| 7.  | Ben van de Laar       | Jan van de Laar   | Adolph Huijgensh     | Iveco Powerstar |
| 8.  | Richard de Groot      | Mark Laan         | Jan Hulsebosch       | Iveco 4X4 DRNL  |
| 9.  | Tomáš Vrátný          | Bartłomiej Boba   | Jaromír Martinec     | Tatra 163 Jamal |
| 10. | Teruhito Sugawara     | Hirokazu Somemiya | Yuji Mochizuki       | Hino 600 Hybrid |

### Dakar Classic
|     | Fahrer             | Beifahrer               | Fahrzeug                   |
| --- | ------------------ | ----------------------- | -------------------------- |
| 1.  | Juan Morera        | Lidia Ruba              | Toyota Land Cruiser HDJ 80 |
| 2.  | Carlos Santaolalla | Aran Sol i Juanola      | Toyota Land Cruiser HDJ 80 |
| 3.  | Paolo Bedeschi     | Daniele Bottallo        | Toyota Land Cruiser BJ 71  |
| 4.  | Riccardo Garosci   | Rudy Briani             | Nissan Terrano II          |
| 5.  | Serge Mogno        | Florent Drulhon         | Toyota Land Cruiser HDJ 80 |
| 6.  | Dirk Van Rompuy    | Christiaan Michel Goris | Toyota Land Cruiser HDJ 80 |
| 7.  | Erik Qvick         | Jean-Marie Lurquin      | Toyota Land Cruiser HDJ 80 |
| 8.  | Julien Texier      | Jérémy Athimon          | Porsche 911SC Martini      |
| 9.  | René Declercq      | John DeMeester          | VW Iltis                   |
| 10. | Cédric Zolliker    | Clemens Lansing         | Toyota Land Cruiser HDJ 80 |